# Parajdi sóbánya
A parajdi sóbánya az erdélyi Parajd közelében található. A parajdi sótelep Európa egyik legnagyobb sótartaléka, a sótömb maga 1,2 km × 1,4 km átmérőjű, enyhén ellipszis alakú és 2700 méter mélységben gyökerezik. Több száz jövő-év kibányászható sóját rejti magába, és ezzel Erdély gazdagságának egyik legjelentősebb kincsesládája.
A parajdi sót már a 15. századtól kezdve „székely sónak” nevezték, mely nevet adott egy erdélyi tájegységnek (= „Sóvidék”), munkát és megélhetést biztosított századokon át a vidék népének.
2025. május végén a bánya felett folyó Korond-patak áradása – a szokásos vízmennyiség százszorosa – átszakította a természetes és mesterséges medret, és több víznyelőn át ömlött a bányába, elárasztva azt. A betört víz ellehetetlenítette a bányászatot és tönkretette a turisztikai és egészségügyi rekreációs szolgáltatásokat. A víz három-öt hónap alatt oldhat ki annyi sót, amennyi statikai problémát okozhat. A víz kiszivattyúzása esetén annak sótlanítását is meg kell oldani. Június 1-jén több régi tárna beomlott, az érintett körzetben a lakosságot kitelepítették.
Bár egyesek először még bizakodtak, de a legtöbb vélemény az elején is úgy látta, hogy a parajdi sóbánya menthetetlen és teljes pusztulásra van ítélve. Diana Buzoianu környezetvédelmi miniszter július végén bejelentette, hogy a bányát nem lehet megmenteni, a teljes pusztulás immár csak idő kérdése.
A katasztrófa nemcsak a környék megélhetését és a helyi turizmust teszi ezzel tönkre, de a kioldott só veszélyezteti a felszín környezetét, így a Kis-Küküllőt, s a környék ivóvízellátását.

## Kezdetek
A sóbányászat története a római korig vezethető vissza. Négy amfiteátrum típusú felszíni „sóvágást” és a környéken előkerült „L V M” (Legio V Macedonica) feliratú téglákat említenek az írott források. A visszavonuló rómaiak által elhagyott sófejtéseket először az avarok, majd később a bolgárok vették művelés alá. A többi átvonuló vándornép (gótok, gepidák, hunok) ideje alatt szünetelt a só kitermelése. A honfoglaló magyarok egyik vezérének, Töhötömnek a kémei már előre jelentették hogy Erdélyben „sót ásnak”. I. István magyar király sószállító hajói már 1003 után rendszeresen közlekedtek a Maroson.
A székelyföldi ősi vagyonközösség és jogi egyenlőség nagymértékben meghatározta a székelyek sóbányászatát és kereskedelmét. A legelső hiteles írásos utalás a parajdi só bányászatára 1405-ből való, amikor Luxemburgi Zsigmond király megtiltotta, hogy a földesurak saját birtokukon sóbányát nyissanak. II. András király törvénybe foglalta, hogy a székelyek és szászok évente háromszor vihettek maguknak sót a bányából.
1463-ban Mátyás király megerősítette a székelyek szabad sóbányászatát és kereskedési jogát. Az 1562-es székelyföldi felkelések leverése után János Zsigmond a királyi kamara javára lefoglalta a parajdi sóbányát.
Báthory Zsigmond ígéretet tett az ősi jogok visszaállítására, de a törökök leverése után – székely segítséggel – visszavonta felszabadító levelét (1595). 1601-ben Báthory Zsigmond fejedelem a székely székeknek külön-külön kiadott oklevelekkel visszaadta régi szabadságjogaikat. Szinte mindenik erdélyi fejedelem választási feltételei között ott szerepelt a székelyek ősi szabadságjogainak tiszteletben tartása a szabad sójog is; (Báthory Gábor 1603, Bocskai István 1605, Bethlen Gábor 1613 és I. Rákóczi György 1631). A szabad székelyek II. Rákóczi Györgyhöz intézett panasza nyomán, az 1651-es diéta visszaadta a szabad székelyek sóját, de korlátozta a só fogyasztását házi használatra. Apafi Mihály fejedelem 1661 után sikeresen védte meg az erdélyi sóbányákat a törökök támadásaival szemben. A székelységet jogilag megillető ingyen sót a II. Rákóczi Ferenc vezette szabadságharc idejére adták vissza. 1714-ben a sóbányászat Habsburg kiváltság lett. Ebben az időben a só ára nagyon megnőtt, a Székelyföldre is Óromániából csempészték át. Mária Terézia külön rendeletben, 2000 mázsára korlátozta a székelyek szabad sóját.
Az 1848-as szabadságharc előtt felvirágzott a csempészet, a csíki székelyek nyíltan kereskedtek a darabsóval, faluról falura hordták és fele áron adták. Ezért Parajd alig tudott 25 000 mázsát eladni évente. A forradalom után a termelés megnőtt 90 000 mázsára, miután visszaszorították a sócsempészetet.
Orbán Balázs szerint 1861-ben az egész Székelyföld és Szászföld parajdi sót használt. Parajdon a földalatti sóbányászat 1762-ben kezdődött, ekkor nyitották meg a Sóhát délnyugati felében, Frendl Aladár osztrák bányamérnök vezetésével, a József-bányát. Ekkor rátértek a csúcsíves (harang alakú, a helybéliek szerint „süveg alakú”) bányaterem kiképzésére, amelyet az uralkodóról, II. Józsefről neveztek el. A névadás valószínűleg II. József 1784. évi parajdi látogatásának következménye volt. A kitermelt sót (alaksót), bivalybőrbe kötve, négy pár ló húzta a felszínre, de 1765-ben még láttak felszíni fejtést is. Módszeres bányászatról 1787-től beszélhetünk, amikor Parajd sója a bécsi kincstár tulajdona lett. A József-bánya harang alakú terméből két oldalkamrát nyitottak, a Károly- és Ferdinánd-bányákat, melyeknek szintén csúcsíves alakjuk volt. Mélységük, a szállítóaknával együtt, 66 méter lett.

## A parajdi sófejtés
A parajdi székely sófejtés a 19. században is egyedülálló volt a maga nemében, és ősidőktől fogva gyakorlatban lehetett. A többi fejtési módozattal szemben, itt sem vaséket, sem pörölyöket nem használtak a felverésbe már előkészített padok felszakításához. Az idős sóvágók még emlékeznek rá, hogy a 20. század elején is kagylóforma „alaksót” bányásztak faékkel. A kagylófejtés első művelete a „réselés” volt. Egymástól padnyi távolságra jelölték meg a vésendő szakaszokat. A kivésett árkot, kötött rés-seprűvel, a „porvonóval” tisztították meg a „millyesótól” (törmeléksótól) a harmadrendű sóvágók, vagy alkalmi munkások. A már megtisztított árok alatti résbe kétféleképpen verték be a szögeket (faékeket): a nagyokat elölről hátrafelé, kissé ereszkedően, vízszintesen „supálták” (ütötték) beljebb, amíg a sóból jövő hang élessé vált, akkor egyszerre ütötték, vezényszóra. Az enyhén lefele tartó repedések mentén, hátul ívesen, kagylóformán tört ki a pad a sótömzsből (az „anyasóból”). A kagylószerű alaksó fejtési módja tulajdonképpen a külszíni talpfejtésből ered, de ugyanúgy fejtettek a tárókban (a „homlok”-on) és a harang alakú bányákban is.
A sószállítás a 19. század közepétől a József-bányában kiépült „gépely” (lovas-felvonó) segítségével történt. Nyolc ló húzta a csigát és forgatta a vaskarikát.	

## A József-bánya és az Erzsébet bánya

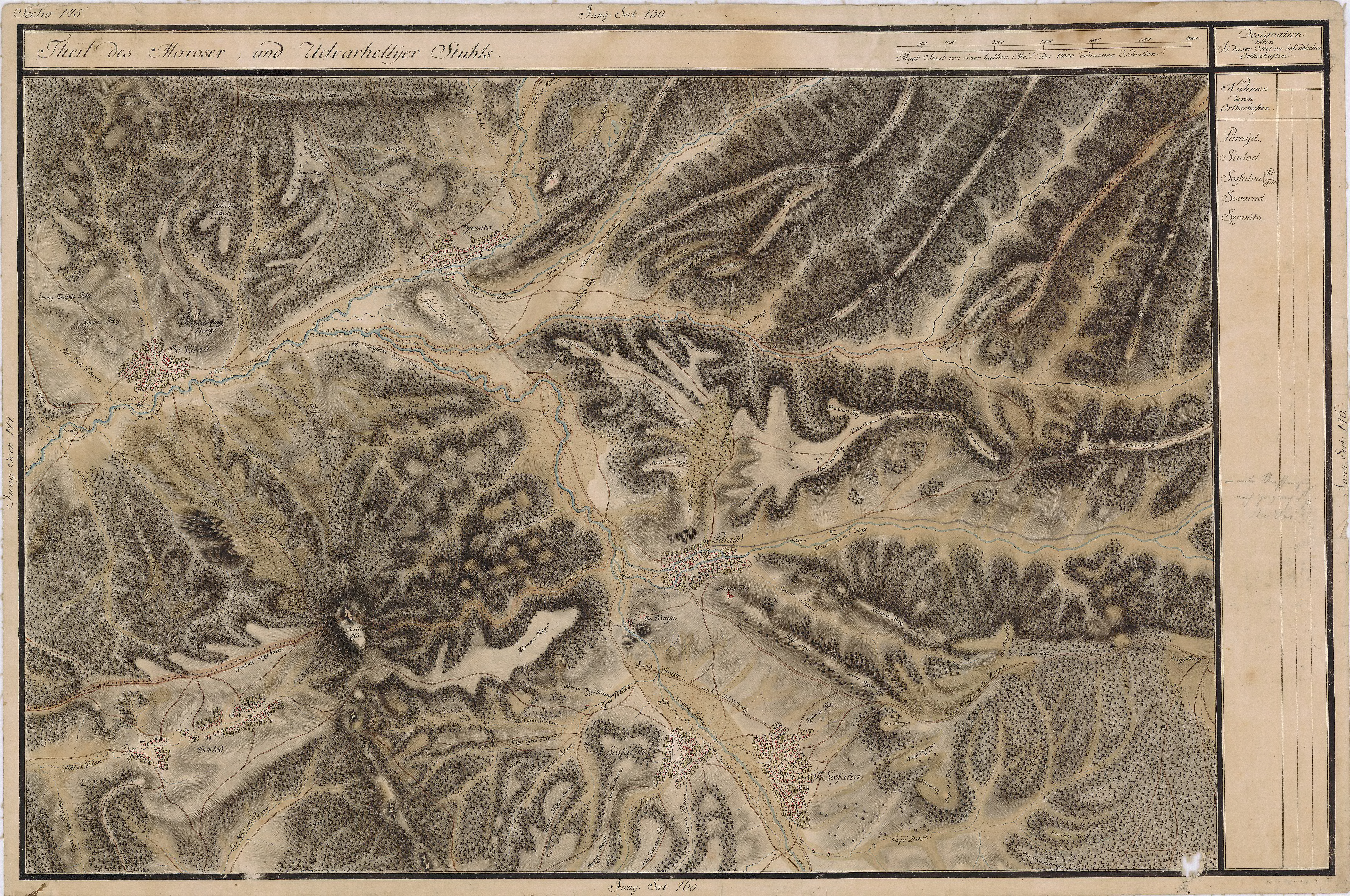

1864-ben a József-bánya mellett egy új bányát nyitottak, a Párhuzamos-bányát, amely 96 m magas, 40 m széles és 100 m hosszú. 1898-ban kezdték el, a sóhegy északkeleti felében, az Erzsébet-kutatótáró kihajtását. A táró bejáratától 200 méterre egy haránt-kamrát nyitottak: ez lett az Erzsébet-bánya.

## A Dózsa György-bánya
1947-49-ben megnyitották a Dózsa György-bányát, de a nyitási munkálatokkal egyidőben, még 1954-ig művelték a Párhuzamos-bányát is. Eredetileg három, trapéz alakú kamrát terveztek, de később, az 1960-as évek után kiterjesztették a szintet egy alacsonyabb, négyszögű keresztmetszetű kamrasorral. A kifejtett sómennyiséget 1952 januárjáig a régi harang alakú József-bánya lovas-felvonójával húzták a felszínre, ekkor beindult az elektromos felvonógéppel működtetett két-liftes új szállítóakna, a Dózsa György-akna.
A Dózsa György-bánya alatt, egy 40 m-es vastagságú biztonsági plafon hátrahagyásával, még 1976-ban új szinteket terveztek. Ezeket, a jelenleg is művelés alatt álló mélységi szinteket 1978-ban nyitották meg és 1980-ban kezdték meg a kitermelésüket. Ezeken a szinteken (az országban egyedülállóan Parajdon) a sókamrák 20 m szélesek, 12 m magasak és több száz méter hosszúságban húzódnak. A mélységi részről a só kiszállítása egy „kétkasos vak-aknán” (olyan szállítóakna, amelyik nem a felszínre nyílik) történik, melynek mélysége 260 m, majd az 1250 m hosszú rézsű szállítótárón keresztül jut a kősó a sómalomba.

## A Telegdy-bánya
1991-ben kezdődött meg a Telegdy-bányarészleg nyitása, melynek kitermelése 1994-től 2025-ig történt. A Telegdy-bányát egy jobb oldali leágazás köti össze a fő szállítótáróval, és ebben a részlegben a „kis kamrák és négyzetes tartólábak” típusát alkalmazzák, az úgynevezett kanadai-módszert, ennek megfelelően a kamrák magassága 8 m, szélességük 16 m és a tartópillérek alapterülete 14 m × 14 m.

## Gyógykezelés
A föld alatti gyógykezelés az 1960-as években kezdődött Parajdon, ekkor még a Dózsa György-bányarészleg adott otthont a légúti betegek számára. A lengyelországi wieliczkai eredményekből kiindulva, az akkori sóbányaigazgató, Telegdy Károly, és dr. Veres Árpád körorvos a krónikus légúti betegek föld alatti kezelésével próbálkoztak. 1980-tól az „50”-es szinten rendezték be a kezelési és látogatási részleget, a felszíntől számítva 120 méter mélyen. A bejárattól, 1250 m hosszú tárón vezet az autóbusz útja a szpeleo- és klimatoterápiás kezelésre alkalmas bányatermekig, ahol állandó helyszíni orvosi felügyelet van. 
Az 1993-as esztendőt, a Nepomuki Szent János védelmébe ajánlott föld alatti ökumenikus kápolna elkészítése és felszentelése tette nevezetessé. Az „Isten házát” a kezelési és látogatási szint egyik félreeső kamrarészében rendezték be, lelki támaszt nyújtva ezzel a testi gyógyulást keresőknek és természetesen a látogatóknak is. A sóbánya kápolnájában, 1999. szeptember 18-án, ökumenikus istentisztelet keretében felavatták Nepomuki Szent János sóból faragott szobrát. A bánya védőszentjének megmintázása régóta foglalkoztatta Szekeres Lajos nyugalmazott bányászt, aki szabadidejében művészi fokon műveli a faragást, így készítette el az 1,75 m magas, egy tonnánál is nehezebb szobrot. A földalatti kezelőbázis rendelkezik ezen kívül hatalmas játszóterekkel, internet-klubbal, kávézóval, múzeummal, számtalan ülőalkalmatossággal, szuvenír-üzlettel, modern vizesblokkal (mosdó-WC) és számtalan más érdekességgel.

## A 2025-ös tragédia
- május 6. A sóbánya vezetősége a látogatók elől a bányát ideiglenesen lezárta. A Hargita Megyei Katasztrófavédelmi Felügyelőség (ISU) közleményéből derült ki, hogy a heves esőzések nyomán lezúduló nagy mennyiségű víz okozott szivárgást a parajdi sóbányában.[12]
- május 8. A parajdi vészhelyzeti bizottság (CLSU) 15 napra helyi szintű veszélyhelyzetet hirdetett a parajdi sóbányában történt vízszivárgások miatt.[12]
- május 9. Az Országos Sóipari Társaság (Salrom) bejelentette, hogy a turisták és a dolgozók biztonsága érdekében leállították a termelést a parajdi sóbányában.[12]
- május 10. A sóbánya megmentése érdekében a vízügyi hatóságok elárasztják az alsósófalvi rétet.[12]
- május 11. A parajdi polgármester bejelenti, hogy betonozással akadályoznák meg a víz beszivárgását.[12]
- május 12. A Hargita megyei katasztrófavédelmi felügyelőség közleménye szerint már nyolc nagy kapacitású szivattyút működtetnek a Korond patak medrének szabályozása érdekében. A Salrom tájékoztatása szerint sikerült csökkenteniük a szivárgást. A helyszínen egy új vízlevezető ágat is kialakítottak, a vízügyi szakemberek fóliával bélelték ki az új medret, és betömték azokat a lyukakat is, ahol korábban a bányába beszivárgott a víz. A munkát folytatják, egy újabb vízelvezető ág is készül.[12]
- május 17. Heves esőzésekre vonatkozó figyelmeztetést bocsátott ki az Országos Meteorológiai Szolgálat. A felszíni munkálatokról folyamatosan kommunikálnak az illetékes hatóságok – optimista jelentések látnak napvilágot. A Salrom a bánya belső állapotáról egyáltalán nem kommunikál.[12]

- május 27. A Korond-patak becsült vízhozama a reggeli órákban több mint százszorosa volt a normálisnak. A Korond-patak medrének vízelvezetést szolgáló geotextília több helyen kiszakad, így nagy mennyiségű víz ömlik be a mélybe – közölte Hargita Megye Tanácsának sajtószolgálata. A bánya üzemeltetői a létesítmény Telegdy-bányarészét igyekeznek megóvni, miközben a kezelőrészleg és a látogatóközpont berendezéseit ki kell menekíteni. Nyágrus László közölte, a felszíni munkálatokat is fel kellett függeszteniük. A hatalmas vízmennyiség miatt a patak medrében semmilyen védekező munkát nem tudnak folytatni. Éjszaka az utolsó civil is elhagyja a bánya területét. Mindeközben zavart kelt a bányát üzemeltető Országos Sóipari Társaság (Salrom) hiányos kommunikációja.[12]
- május 29. Vízzel telik meg a parajdi sóbánya legmagasabban fekvő látogató- és kezelőközpontja. Minden erőfeszítés ellenére nem sikerült megmenteni a parajdi sóbánya egyetlen épen maradt részét, a Telegdy-részleget. Csütörtökön késő délelőtt fel kellett adni a védekezést, miután a víz utat talált az 1991-ben megnyitott tárnákba. Lezárták a sóbánya bejáratát.[12]

- július 24. Radu Miruță román gazdasági miniszter közlése szerint a sóbánya teteje folyamatosan vékonyodik, ezért nő az esélye annak, hogy a födém beszakad. A beszakadás következtében nagy mennyiségű sós víz csaphat ki és áraszthatja el a környéket. A beszakadást követően tó jöhet létre.[13]

### A felelősök egymást hibáztatják
Az elmúlt két évtizedben az Országos Sóipari Vállalat (Salrom) folyamatosan nyereséges volt, az utóbbi néhány évben valósággal dőlt a pénz a céghez. A 2005 és 2023 közötti időszakban a cég több mint 700 millió lej (kb. 145 millió euró) nyereséget termelt, aminek a javát az utóbbi években. 2023-ban a vállalat minden idők legnagyobb, 482,2 millió lejes árbevételét érte el, amihez rekord értékű, 130,5 millió lejes profit társult. Lett volna miből megelőzni a tizenöt éve ismert veszélyhelyzetet.
A Salrom és a vízügy egymásra mutogat. Az állami vállalat szerint a vízügyi hatóságok feladata lett volna elvégezni a tragédia megelőzéséhez szükséges munkálatokat. Az országos vízügyi hatóság szerint a terület a Salrom kizárólagos tulajdona, ezért az ő felelősségük a munkálatok elvégzése.